# مرض كيكوتشي
مرض كيكوتشي (بالإنجليزية: Kikuchi disease)‏ وقد وُصف مرض كيكوتشي لأول مرة في عام 1972 في اليابان بواسطة الدكتور ماساهيرو كيكوتشي Masahiro Kikuchi (1935-2012) وبشكل مستقل من قبل العالم واي فوجيموتو Y. Fujimoto.، ويُعرف أيضًا باسم التهاب العقد اللمفية الناخر النسيجي والتهاب كيكوتشي للعقد اللمفاوية الناخر، ويُعرف باسم التهاب الغدد اللمفاوية الناخر في البلعوم والتهاب الغدد اللمفاوية الناخر الحاد والتهاب الغدد اللمفاوية الناخر.
ويحدث مرض كيكوتشي بصورة فردية للأشخاص الذين ليس لديهم تاريخ عائلي لهذه الحالة.

## العلامات والأعراض
تشمل الأعراض الرئيسية لمرض كيكوتشي تضخم الغدد اللمفاوية في الرقبة والتي تميل إلى التطور فجأة، إضافة إلى حمى خفيفة وتعرق ليلي، وتشمل الأعراض الأقل شيوعًا فقدان الوزن والغثيان والقيء وإعياء والتهاب الحلق إضافة إلى آلام في المفاصل وألم في البطن.
ونادرًا ما يُنظر إلى تضخم الكبد والطحال واكتناف الجهاز العصبي الشبيه بالتهاب السحايا. ولكن في كثير من الأحيان يمكن أن تحدث نوبة إعياء شديد وغالبًا ما تظهر خلال الأجزاء الأخيرة من اليوم ويمكن أن يكون الشخص المصاب أكثر عرضةً للإعياء من تعب ممارسة الرياضة.
إن سبب مرض كيكوتشي غير معروف ومع ذلك، فقد اقترح العلماء تفسيرات محتملة لهذا المرض ويعتقد البعض أنه قد يكون السبب فيروسًا أو غيره من العوامل المعدية. ويدعم هذا الاعتقاد الارتباط المتكرر لمرض كيكوتشي بأعراض مشابهة لأعراض بعض الالتهابات الفيروسية. بينما يعتقد البعض الآخر أن السبب قد يكون حالة مناعة ذاتية إذ يحدث مرض كيكوتشي عندما تتسبب أحد العوامل أو أكثر (على سبيل المثال فيروس) في استجابة مناعية مؤقتة.

## الفيزيولوجيا المرضية
اقترحت بعض الدراسات الاستعداد الجيني الوراثي لاستجابة المناعة الذاتية المُقترحة وارتبطت عدة عوامل مرشحة معدية بمرض كيكوتشي وتوجد العديد من النظريات حول سبب حدوث داء كيكوتشي فوجيموتو المرمّز له بـ KFD. واقتُرحت أيضًا أسباب ميكروبية وفيروسية أو مناعة ذاتية. وتضمنت أنواع المتفطرة الشلغائيّة واليرسنيّة والمقوّسة. وتشير الدلائل المتزايدة في الآونة الأخيرة إلى دور فيروس إيبشتاين بار في مرض كيكوتشي، إضافة إلى دور فيروسات أخرى في الإمراض بمرض كيكوتشي مثل (الفيروس الهربسي البشري 6 HHV6 والفيروس الهربس المرتبط بساركوما كابوزي HHV8 والفيروس الصغير بـ 19parvovirus B19 وفيروس العوز المناعي البشري HIV وفيروس تي- الليمفاوي البشري من النوع الأول HTLV-1). رغم ذلك، فقد فشلت العديد من الدراسات المستقلة في تحديد وجود هذه العوامل المعدية في حالات اعتلال العقد اللمفية كيكوتشي.
إضافة إلى ذلك، أثبتت الاختبارات السيرولوجية بما في ذلك الأضداد لمضيف فيروسي أنها غير مساهمة بشكل مستمر ولم تُحدد أي جزيئات فيروسية في البنية الفوقية. وقد اقتُرح الآن أن يكون مرض كيكوتشي رد فعل مفرط المناعة وغير محدد وذلك لمجموعة متنوعة من العوامل المعدية والكيميائية والفيزيائية والورميّة.
رُبطت حالات ومظاهر المناعة الذاتية الأخرى بمرض كيكوتشي مثل متلازمة أضداد الفوسفوليبيد والتهاب العضلات والالتهاب المفصلي اليفعي المجموعي مجهول السبب والتهاب العنبية الثنائي والتهاب المفصل إضافة إلى الالتهاب الوعائي الناخر الجلدي.
وقد يتسم مرض كيكوتشي KFD باستجابة مناعية خلوية تائية طافحة لدى فرد مستعد وراثيًا لمجموعة متنوعة من المحفزات غير المحددة. وإن جينات مستضد الكريات البيضاء البشرية من الدرجة الثانية أكثر تواترًا عند المرضى الذين يعانون من مرض كيكوتشي وهذا ما يشير إلى الاستعداد الجيني الوراثي للاستجابة المناعية الذاتية المُقترحة.

## الوراثيات
لا يُعتقد أن مرض كيكوتشي يورّث؛ تحدث معظم الحالات بصورة فردية عند أشخاص لم يكن لديهم تاريخ عائلي لهذه الحالة. وقد نُشرت في الآونة الأخيرة دراسة حالة لتقرير عن حالتين عائليتين مصابتين بمرض كيكوتشي في المطبوعات ما أثار فرضية العوامل الوراثية أو ربما خلفية وراثية مهيئة.

## التشخيص
غالبًا ما يشتبه في تشخيص مرض كيكوتشي بناءً على وجود علامات وأعراض معينة. الاختبار الوحيد المتاح لتأكيد التشخيص هو خزعة العقدة الليمفاوية. ومع ذلك، قد يوصى بأنواع أخرى من الفحوصات المخبرية ودراسات تصويرية لدعم التشخيص و / أو استبعاد الحالات الأخرى التي تسبب سمات مماثلة.
ويعد مرض كيكوتشي مرضًا محددًا ذاتيًا وله أعراض قد تتداخل مع لمفومة هوغن، ما يؤدي إلى التشخيص الخاطئ لدى بعض المرضى وتكون العوامل المضادة للنواة ومتلازمة أضداد الفوسفوليبيد وأضداد الدنا ذو الطاقين dsDNA والعامل الروماتويدي سلبية عادةً وقد تُساعد في التفريق عن الذئبة الحمامية الشاملة.

### التشخيص التبايني
يشمل التشخيص التبايني لمرض كيكوتشي بشكل رئيسي الآفات التفاعلية للذئبة الحمامية الشاملة والسل المنتشر واللمفوما (سرطان الغدد اللمفاوية) والساركويد والتهاب الغدد اللمفاوية الفيروسي ومرض كاواساكي والورم النخاعي وحتى السرطان الغدّي النُقيلي. وقد تتضمن النتائج السريرية في بعض الأحيان نتائج إيجابية للأجسام المضادة غلوبيولين مناعي M وغلوبيولين مناعي G وغلوبيولين مناعي A.
رغم شيوع مرض كيكوتشي للغاية إلا أنه يجب تبيّن هذا الاضطراب في التشخيص التبايني لتضخم العقد اللمفاوية وذلك نظرًا لأن مساره وعلاجه يختلفان اختلافًا كبيرًا عن علاج الأورام اللمفاوية والسل والذئبة الحمامية الشاملة.
قد يكون تمييز مرض كيكوتشي عن مرض الذئبة الحمراء في بعض الأحيان مشكلة؛ لأن كلاهما يمكن أن يُظهر سمات سريرية ونسيجية متشابهة. علاوة على ذلك، تم التبليغ عن حالة مرض كيكوتشي مرافقة لمرض الذئبة الحمامية الشاملة قبل إجراء تشخيص للمرض. لذا يجب إجراء فحوصات مخبرية لاستبعاد مرض الذئبة الحمامية الشاملة.

## المعالجة
لا يوجد علاج محدد معروف لمرض كيكوتشي. إذ إن العلاج يكون داعمًا إلى حد كبير. يختفي مرض كيكوتشي عمومًا عندما يقرر بمفرده وذلك خلال شهر إلى أربعة شهور، مع أو دون تدخل. ومع ذلك تتوفر العلاجات لتخفيف بعض العلامات والأعراض المرتبطة به.
ويوصى باستعمال عقاقير مضادات الالتهاب الاستيرويدية NSAIDs لتخفيف العقد اللمفاوية والحمى المرافقة وإضافة إلى الكورتيكوستيرويد (هرمونات منشّطة) فهي مفيدة للأمراض الخارجية الشديدة أو المعممة. ويُستخدم هيدروكسي كلوروكوين (مثبط للمناعة) بمفرده أو بالاشتراك مع علاجات أخرى.
توصف التدابير الأعراضية التي تهدف إلى تخفيف شكاوى الألم الموضعية والشاملة باعتبارها الخط الرئيسي لمعالجة مرض كيكوتشي. ويجب استخدام المسكنات ومضادات الحمى ومضادات الالتهاب الاستيرويدية والكورتيكوستيرويدات.
إذا كانت الدورة السريرية أكثر حدّة مع توهجات متعددة من الغدد اللمفاوية العنقية الضخمة والحمى، يوصى بعلاج كورتيكوستيرويدي بجرعة منخفضة.
ونظرًا لوجود عدد قليل من التقاير عن حالات الإصابة بمرض الذئبة الحمامية الشاملة (SLE) والتي قد تنشأ بعد عدة سنوات من الشفاء من مرض كيكوتشي، يوصي العديد من الباحثين الطبيين بمتابعة طويلة الأمد للتحقق من علامات وأعراض مرض الذئبة الحمامية الشاملة.

## الوبائيات
إن مرض كيكوتشي فوجيموتو المرمز بـ (KFD) اضطراب نادر محدد ذاتيًا يصيب عادة الغدد اللمفاوية العنقية. والتعرّف على هذه الحالة يعتبر أمرًا هامًا جدًا. وخاصةً بسبب سهولة الخلط بينه وبين مرض السل أو سرطان الغدة اللمفاوية أو حتى السرطان الغدّي. والوعي بهذا الاضطراب يساهم في منع التشخيص الخاطئ والعلاج غير المناسب.
يظهر مرض كيكوتشي النادر للغاية بشكل رئيسي في اليابان وقد أُبلغ عن حالات معزولة في أمريكا الشمالية وأوروبا وآسيا وحالتين على الأقل في نيوزيلندا. وهو مرض يصيب البالغين (20 - 30 عامًا)، مع وجود انحياز طفيف نحو الإناث. ولم يُعرف سبب هذا المرض رغم اقتراح أسباب معدية وأسباب مناعة ذاتية، ومع ذلك فإن مساق المرض عمومًا حميد ومحدد ذاتيًا. وعادةً ما يختفي تضخم العقدة اللمفاوية على مدى عدة أسابيع إلى ستة أشهر. ومعدل تكراره حوالي 3% لـ 4%. وحالات الموت بسبب مرض كيكوتشي نادرة للغاية وعادةً ما يحدث الموت بسبب فشل الكبد وفشل في الجهاز التنفسي أو قصور القلب.